# جون بيترو
جون بيترو هو لاعب هوكي الجليد كندي، ولد في 9 يوليو 1930 في تورونتو في كندا، وتوفي في 23 أكتوبر 1998.